# Kontuschowka
Kontuschowka, seltener auch in der Schreibweise Kontuschovka, eigentlich polnisch Kontuszówka bzw. tschechisch Kontušovka, ist ein durch Kräuter aromatisiertes alkoholhaltiges Getränk.

## Beschreibung
Die Kontuschowka ähnelt aufgrund des Hauptgeschmacksträgers Anis dem Absinth, wird allerdings nicht auf Wermut-, sondern auf Alkoholbrandbasis hergestellt. In Form aromatisierter Öle werden Anis als Hauptbestandteil sowie (je nach Hersteller in unterschiedlicher Menge und Zusammensetzung) Fenchel, Wacholder, Pfefferminze, Koriander, Ingwer, Muskat, Zitrone und Pfeffer zugesetzt, bei einigen Rezepten auch Honig. 
Das Getränk schmeckt leicht süß. Der Alkoholgehalt beträgt zwischen 38 und 60 Vol.-%.
Die Kontuschowka wird gelegentlich als starker Kräuterlikör eingeordnet, erfüllt aber EG-rechtlich nicht die dafür festgelegten Bedingungen und wird deshalb im österreichischen Lebensmittel-Codex als „allfällige Phantasiebezeichnung“ bewertet und muss allgemein als „Spirituose“ oder „alkoholisches Getränk“ gekennzeichnet werden.
Der Name leitet sich ab vom polnischen kontusz, einer Art Weste oder Robe, die vom polnischen Adel getragen wurde.

## Varia
Literarisch erwähnt wird das Getränk unter anderem in Emil Vacheks Roman Bidýlko (1927), Franz Werfels Barbara oder die Frömmigkeit (1929), George Saikos Roman Der Mann im Schilf (1955) und wiederholt in Jaroslav Hašeks Der brave Soldat Schwejk:
„‚Jetzt verstehe ich’, sagte der Rittmeister, mit seinem scharfen, erprobten Geruchssinn die untrügliche Situation feststellend: ‚Rum, Kontuschovka, Griotte, Wacholder-, Nuß-, Weichsel- und Vanilleschnaps.’“
Ferner schildert Sigmund Freud in Die Traumdeutung (zuerst 1910) den Kontuszówka-Traum eines Patienten:
„Ein Patient träumte in einem längeren Zusammenhange, daß er sich in einem Kaffeehaus eine ‚Kontuszowka’ geben lasse, fragte aber nach der Erzählung, was das wohl sei; er habe den Namen nie gehört. Ich konnte antworten, Kontuszowka sei ein polnischer Schnaps, den er im Traume nicht erfunden haben könne, da mir der Name von Plakaten her schon lange bekannt sei.“
Kontuszowka war ferner der Name eines Theaterstücks von Rudolf Lothar wie auch der österreichische Verleihtitel von Erich Engels Spielfilm Ein Hochzeitstraum (1936).

## Rezept
- 20 g Anisfrüchte,
- 10 g Sternanisfrüchte,
- 10 g Koriandersamen,
- 0,5 l Weingeist 96% Vol.,
- 0,6 l Wasser,
- 150 ml Bienenhonig.

Zerstampfte Samen mit Weingeist und Wasser übergießen, zwei Monate lang ruhen lassen. Danach die Flüssigkeit abgießen, Honig zugeben, filtrieren und in die Flaschen auffüllen. Nach weiteren 3 Monaten ist Kontuszówka trinkfertig. Der Likör sollte eine grünlichbraune Farbe zeigen, mit einem Zuckergehalt um 10 % Vol. Gekühlt servieren.